# Stephan Cloth
Stephan Johann Roser von Clodh, auch Stefan von Cloth, OSB (* 21. Januar 1674 in Schloss Hennen, Hennen; † 5. September 1727) war ein deutscher Geistlicher.
Cloth war von 1689 bis 1693 Alumnus des Päpstlichen Seminars in Fulda. Von 1691 bis 1693 studierte er Philosophie in Fulda. Am 8. September 1695 trat er in die Abtei Fulda ein und begann sein Noviziat. Ein Jahr später legte er die Profess ab und nahm den Ordensnamen Stephan an. Ab 1696 studierte er Theologie in Salzburg. Am 23. September 1696 wurde er zum Diakon geweiht und am 12. Oktober 1698 in Wien zum Priester. 1726 gestand Papst Benedikt XIII. Abt Dalberg einen Weihbischof zu und er wählte seinen Generalvikar Stephan aus. Am 20. Januar 1727 ernannte Benedikt XIII. ihn zum Weihbischof der Abtei nullius Heiligster Erlöser in Fulda und Titularbischof von Derbe. Am 23. März 1727 weihte Johann Edmund Gedult von Jungenfeld, Weihbischof in Mainz, ihn in Mainz zum Bischof. Er verstarb an einem Nierenleiden und wurde in der St. Rochuskapelle, die er in der Michaelskirche eingerichtet hatte, bestattet.